# 萩野動力
萩野動力（日语：ハギノハイブリッド），是日本純種競賽馬匹。生涯活躍於中距離賽事，曾勝出二級賽京都新聞盃。

## 出賽前
2011年2月21日出生北海道千歲市社台牧場，成長途中於拍賣會上被馬主日隈良江以1890萬日圓購入。
其後交由栗東訓練中心練馬師松田國英訓練。

## 競賽生涯

### 2歲
2013年9月15日出戰阪神競馬場2歲新馬戰，比賽初段選擇以留後的戰術展開，但於直路上未能追上其他賽駒僅跑獲第五。
其後於兩場2歲未勝利戰分別以第四及第九落敗後，終於在第三場2歲未勝利戰中轟出優秀的末腳速度超越其他賽駒取得首勝。

### 3歲
2014年首戰為條件戰福壽草特別，但於直路上未能超越對手下取得第二，其後挑戰三級賽共同通信盃取得第六，回歸條件戰以大寒櫻賞作為目標再度跑獲第二。
4月出戰新綠賞，比賽初段於後方位置穩步推進，進入直路後隨即望空加速，最終於直路發揮優秀的速度下以3馬位優勢取得勝利。
5月10日以京都新聞盃作為目標，本次比賽其調整策略，選擇維持於中團第十左右的位置，並於最後彎道開始發力準備突破。進入直路後，其以不俗的反應展開衝刺並於馬群中央突圍，於最後關頭成功壓制萬籟爭鳴等對手率先衝線，以1 1/4馬位優勢取得首個分級賽冠軍。
其後按照計劃出戰東京優駿（日本打吡），然而於直路上未能發揮以往的末腳速度，最終維持於均速狀態下以第十三大敗。
進入秋季後，其繼續以經典三冠戰線作為目標，但於前哨戰神戶新聞盃中再度因為後上不及僅獲第六，正賽菊花賞更以第十二大敗。

### 4歲
2015年年初繼續於中長途分級賽中打拼，但於日經新春盃及京都紀念中分別以第六及第七落敗。
4月12日調整目標出戰公開賽大阪漢堡盃，本次比賽維持於中團位置下於第四彎道稍早發力，跑獲一席第三的戰績，然而於5月的三級賽新潟大賞典中再度失準以第十完賽。
進入夏季，其並未前往放草，而是出戰函館紀念。比賽開始後，其選擇進佔先頭有利位置，維持穩定步速下於第三、四彎道開始加速並望空。進入直路後，其嘗試加速取得領先的位置，然而一直被雞蛋甜酒壓制下未能擺脱，最終以頭位差距憾負。
8月繼續於北海道挑戰中距離賽事，然而於札幌紀念中在直路上稍為力弱，最終以第七落敗。
進入秋季後其重返公開賽，於港灣人工島錦標及仙后座錦標中分別以第六及第四作結。

### 5歲
2016年年初繼續以公開賽作為目標，於白富士錦標中一直堅守先頭有利位置，於直路上更一度取得領先，可惜最終於力弱之下被省級首府及Phantom Light超越以第三落敗。
4月10日出戰大阪城錦標，維持於中後方位置之下在直路進佔望空的位置，跑出優秀的速度下逐步迫近前方賽駒，雖然最終未能超越前方的閃電快駒，但仍然可以於混戰之中壓贏Trust One及野田奔放取得第二的戰績。
其後出戰大阪漢堡盃，本次比賽其於中團位置展開，但於對面直路開始沿着外檔上前，最終跑獲一席第三。
稍微休養後於夏季再度挑戰札幌紀念，比賽初段選擇有別上年的戰術，維持於中團後方位置穩步推進，但於直路上未能順利突破，最終僅跑獲第七。
進入秋季後，其再度返回公開賽事級別的賽事，出戰愛爾蘭盃。比賽開始後，其於第七左右的位置緩慢推進，在通過彎道後進一步墮後至第九。進入直路後，其於外檔位置重新加速上前，最終轟出全場最快末腳速度下取得時隔2年半的勝利。

### 6歲
2017年年初出戰大阪城錦標取得第九，3月於六甲錦標中以第八落敗。
其後未有繼續出戰賽事，但於2019年1月30日才正式退役。

### 詳細賽績
| 日期       | 舉辦國家 | 馬場 | 距離   | 級別 | 賽事名稱       | 負重 | 騎師       | 馬號 | 出馬 | 名次 | 時間   | 頭馬（二馬）     |
| ---------- | -------- | ---- | ------ | ---- | -------------- | ---- | ---------- | ---- | ---- | ---- | ------ | ---------------- |
| 15/9/2013  | 日本     | 阪神 | 草1800 |      | 2歲新馬        | 54   | 岩田康誠   | 4    | 09   | 5    | 1:49.7 | 影子舞者         |
| 19/10/2013 | 日本     | 京都 | 草1800 |      | 2歲未勝利      | 55   | 武豐       | 6    | 08   | 4    | 1:51.7 | 邁向世界         |
| 23/11/2013 | 日本     | 京都 | 草2000 |      | 2歲未勝利      | 55   | 幸英明     | 10   | 18   | 9    | 2:01.9 | Jono Musashi     |
| 14/12/2013 | 日本     | 中京 | 草2000 |      | 2歲未勝利      | 55   | 藤岡佑介   | 3    | 18   | 1    | 2:03.6 | （Ice Break）    |
| 5/1/2014   | 日本     | 京都 | 草2000 |      | 福壽草特別     | 56   | 李慕華     | 8    | 08   | 2    | 2:00.3 | Satono Rob Roy   |
| 24/2/2014  | 日本     | 東京 | 草1800 | GIII | 共同通信盃     | 56   | 藤岡佑介   | 1    | 14   | 6    | 1:48.9 | 明媚島           |
| 29/3/2014  | 日本     | 中京 | 草2200 |      | 大寒櫻賞       | 56   | 菱田裕二   | 7    | 13   | 2    | 2:16.5 | 全球震撼         |
| 26/4/2014  | 日本     | 東京 | 草2300 |      | 新綠賞         | 56   | 三浦皇成   | 6    | 11   | 1    | 2:20.1 | （Festive Yell） |
| 10/5/2014  | 日本     | 京都 | 草2200 | GII  | 京都新聞盃     | 56   | 秋山真一郎 | 3    | 18   | 1    | 2:11.0 | （萬籟爭鳴）     |
| 1/6/2014   | 日本     | 東京 | 草2400 | GI   | 東京優駿       | 56   | 韋紀力     | 11   | 17   | 13   | 2:25.9 | 天下唯一         |
| 28/9/2014  | 日本     | 阪神 | 草2400 | GII  | 神戶新聞盃     | 56   | 福永祐一   | 9    | 16   | 6    | 2:25.2 | 天下唯一         |
| 26/10/2014 | 日本     | 京都 | 草3000 | GI   | 菊花賞         | 57   | 福永祐一   | 9    | 18   | 12   | 3:02.5 | 東寶狐狼         |
| 18/1/2015  | 日本     | 京都 | 草2400 | GII  | 日經新春盃     | 55   | 秋山真一郎 | 2    | 18   | 6    | 2:25.3 | 天帝頌           |
| 15/2/2015  | 日本     | 京都 | 草2200 | GII  | 京都紀念       | 56   | 秋山真一郎 | 11   | 11   | 7    | 2:12.2 | 朗日清天         |
| 12/4/2015  | 日本     | 阪神 | 草2400 | OP   | 大阪漢堡盃     | 56   | 福永祐一   | 1    | 12   | 3    | 2:27.8 | 樹人大族         |
| 10/5/2015  | 日本     | 新潟 | 草2000 | GIII | 新潟大賞典     | 56   | 國分恭介   | 15   | 16   | 10   | 2:00.2 | 順理成章         |
| 19/7/2015  | 日本     | 函館 | 草2000 | GIII | 函館紀念       | 56   | 藤岡康太   | 3    | 16   | 2    | 1:59.1 | 雞蛋甜酒         |
| 23/8/2015  | 日本     | 札幌 | 草2000 | GII  | 札幌紀念       | 57   | 福永祐一   | 14   | 15   | 7    | 1:59.3 | 解密精英         |
| 4/10/2015  | 日本     | 阪神 | 草1600 | OP   | 港灣人工島錦標 | 56   | 和田龍二   | 11   | 16   | 6    | 1:34.4 | 憑運氣           |
| 1/11/2015  | 日本     | 京都 | 草1800 | OP   | 仙后座錦標     | 56   | 藤岡康太   | 3    | 11   | 4    | 1:46.0 | 東瀛明星         |
| 30/1/2016  | 日本     | 東京 | 草2000 | OP   | 白富士錦標     | 56   | 石川裕紀人 | 9    | 12   | 3    | 2:01.2 | 省級首府         |
| 6/3/2016   | 日本     | 阪神 | 草1800 | OP   | 大阪城錦標     | 56   | 池添謙一   | 16   | 16   | 2    | 1:45.2 | 閃電快駒         |
| 10/4/2016  | 日本     | 阪神 | 草2400 | OP   | 大阪漢堡盃     | 56   | 福永祐一   | 9    | 16   | 3    | 2:25.6 | Cryptogram       |
| 21/8/2016  | 日本     | 札幌 | 草2000 | GII  | 札幌紀念       | 57   | 菱田裕二   | 3    | 16   | 9    | 2:03.2 | 新寫實派         |
| 16/10/2016 | 日本     | 東京 | 草2000 | OP   | 愛爾蘭盃       | 56   | 横山典弘   | 9    | 14   | 1    | 1:59.5 | （花蜜）         |
| 5/3/2017   | 日本     | 阪神 | 草1800 | OP   | 大阪城錦標     | 56.5 | 松山弘平   | 7    | 16   | 9    | 1:47.5 | 神箭徽章         |
| 26/3/2017  | 日本     | 阪神 | 草1600 | OP   | 六甲錦標       | 57   | 北村友一   | 3    | 11   | 8    | 1:34.9 | Asuka Biren      |

## 退役後
退役後，萩野動力成為了配種馬，於北海道新日高町Arrow Stud休養，在2019年進行配種。首批子嗣於2020年出生。可於2022年出賽。
2022年7月，其由配種馬退役，被送往鹿兒島縣湧水町Horse Trust進行養老生活。

## 血統簡介
父系谷野美酒是1999年出生的日本馬匹，曾勝出東京優駿，亦在多場一級賽事中上名，因傷退役在社台牧場配種且子嗣成績不俗。祖父百仁時間爲美國賽駒，曾勝出當地二級賽，退役後在日本配種，和週日寧靜及東來兵被一同稱爲改變日本賽馬的三匹種馬。
母系Happy Painter為日本賽駒，僅勝出條件戰級別的賽事。外祖父東來兵，曾勝出凱旋門大賽，退役後於日本配種，和週日寧靜及百仁時間被一同稱爲改變日本賽馬的三匹種馬。

### 血統表
| 父線：雷弼圖系（Hail to Reason系）                |                                 |                    |                |
| 種馬 谷野美酒 1999年（棗色）                      | 百仁時間 1985年（深棗色）       | 雷弼圖             | Hail to Reason |
| 種馬 谷野美酒 1999年（棗色）                      | 百仁時間 1985年（深棗色）       | 雷弼圖             | Breamalea      |
| 種馬 谷野美酒 1999年（棗色）                      | 百仁時間 1985年（深棗色）       | Kelley's Day       | Graustark      |
| 種馬 谷野美酒 1999年（棗色）                      | 百仁時間 1985年（深棗色）       | Kelley's Day       | Golden Trail   |
| 種馬 谷野美酒 1999年（棗色）                      | Tanino Crystal 1988年（栗色）   | Crystal Palace     | Caro           |
| 種馬 谷野美酒 1999年（棗色）                      | Tanino Crystal 1988年（栗色）   | Crystal Palace     | Hermieres      |
| 種馬 谷野美酒 1999年（棗色）                      | Tanino Crystal 1988年（栗色）   | Tanino Sea-Bird    | Sea-Bird       |
| 種馬 谷野美酒 1999年（棗色）                      | Tanino Crystal 1988年（栗色）   | Tanino Sea-Bird    | Flaxen         |
| 繁殖雌馬 Vega 1990年（棗色）                      | 東來兵 1983年（棗色）           | Kampala            | Kalamoun       |
| 繁殖雌馬 Vega 1990年（棗色）                      | 東來兵 1983年（棗色）           | Kampala            | State Pension  |
| 繁殖雌馬 Vega 1990年（棗色）                      | 東來兵 1983年（棗色）           | Severn Bridge      | Hornbeam       |
| 繁殖雌馬 Vega 1990年（棗色）                      | 東來兵 1983年（棗色）           | Severn Bridge      | Priddy Fair    |
| 繁殖雌馬 Vega 1990年（棗色）                      | Silent Happiness 1992年（棗色） | 週日寧靜           | Halo           |
| 繁殖雌馬 Vega 1990年（棗色）                      | Silent Happiness 1992年（棗色） | 週日寧靜           | Wishing Well   |
| 繁殖雌馬 Vega 1990年（棗色）                      | Silent Happiness 1992年（棗色） | Legacy of Strength | Affirmed       |
| 繁殖雌馬 Vega 1990年（棗色）                      | Silent Happiness 1992年（棗色） | Legacy of Strength | Katonka        |
| 雌系：Legacy of Strength系（號族：9-c）           |                                 |                    |                |
| 五代內近親交配：Hail to Reason 4×5、Graustark 4×5 |                                 |                    |                |

## 命名由來
名字中，Hagino（ハギノ）為馬主日隈良江之冠名，由來不明，但可寫作漢字「萩野」，Hybrid（ハイブリッド）既有「混種」的意思，亦可解作混動車，香港取後者，翻譯為「動力」。

## 外部連結
- 萩野動力 netkeiba.com
- 血統表